# Meuraer Heide
Das Naturschutzgebiet Meuraer Heide liegt im Landkreis Saalfeld-Rudolstadt in Thüringen. Es erstreckt sich nordwestlich von Meura. Östlich verläuft die Landesstraße L 2654. Die Lichte fließt am westlichen Rand des Gebietes. Westlich des Gebietes, direkt anschließend, erstreckt sich die Talsperre Leibis-Lichte mit einer Wasseroberfläche von 106,56 ha.

## Bedeutung
Das 291,4 ha große Gebiet mit der NSG-Nr. 175 wurde im Jahr 1981 unter Naturschutz gestellt. 